# Herbert Herden
Herbert Herden (ur. 8 stycznia 1915 w Hohenmölsen, zm. 11 lutego 2009) – niemiecki policjant.
W okupowanej podczas II wojny światowej Polsce pomagał żydowskiej rodzinie Lieberów ukrywając ich, dostarczając im fałszywe dokumenty oraz żeniąc się z Felicją Lieber w ramach próby bezpiecznego wywiezienia jej do Szwajcarii.
Na skutek donosu polskich sąsiadów w lipcu 1944 Felicja została wysłana do obozu koncentracyjnego Auschwitz, a sam Herden do KL Dachau. Po wojnie Herbert wraz ze swoim szwagrem, Ignacym, próbowali odnaleźć Felicję niestety bez skutku.
Na skutek starań Ignacego Herden został uznany przez Instytut Jad Waszem za Sprawiedliwego Wśród Narodów Świata w 2004 roku.